# Station Kuzuha
Station Kuzuha (樟葉駅, Kuzuha-eki) is een spoorwegstation in de Japanse stad Hirakata. Het wordt aangedaan door de Keihan-lijn. Het station heeft vier sporen, gelegen aan twee eilandperrons.

## Treindienst

#### Keihan-lijn
| 1,2 | ■ Keihan-lijn | richting Chūshojima, Sanjō en Demachiyanagi                |
| 3,4 | ■ Keihan-lijn | richting Hirakatashi, Kyōbashi, Yodoyabashi en Nakanoshima |

## Geschiedenis
Het station werd geopend in 1910. In 1917 werd het station getroffen door een overstroming.

## Overig openbaar vervoer
Nabij het station bevindt zich een busstation.

## Stationsomgeving
De omgeving rondom het station wordt gekenmerkt door stadsvernieuwing. Zo zijn er enkele woontorens verrezen en werd het nabijgelegen winkelcentrum vernieuwd en uitgebreid. In deze periode (2004) is ook de status van het station opgewaardeerd.
In de buurt van het station bevindt zich behalve het winkelcentrum ook een golfbaan, de centrale bibliotheek van Hirakata en universiteitsgebouwen.